# Luganville
Luganville es la segunda ciudad más grande de Vanuatu. Su población es de 17 719 habitantes.
Los habitantes de las islas del norte de Vanuatu la llaman Santo, siendo esta su gran ciudad. Los residentes rurales de la gran Isla de Espíritu Santo la llaman Canal Segond (del francés Segundo Canal).
La calle principal que atraviesa Luganville contiene la mayoría de las empresas comerciales y es muy amplia, como resultado del comandante de la base estadounidense insiste en que cuatro camiones podrían ser conducidos a lo largo de la carretera, calles laterales pequeñas y carreteras periféricas atender a las zonas residenciales. La calle principal contiene el puerto en un extremo y los mercados y el edificio del consejo municipal en el otro extremo. En el centro hay dos tipos principales de tiendas: tiendas turísticas y "todo en uno tiendas" (mejor descrito como un cruce entre un supermercado y tienda de herramientas).

## Transporte
Luganville es uno de los puertos más activos de Vanuatu, en especial como punto de transbordo de copra y cacao. En Canal Segond la masa de agua de la costa de Luganville, detrás de Aore Island, ofrece a la ciudad un excelente puerto protegido.
El transporte en Luganville ha cambiado drásticamente y mejorado inmensamente. Existe un número considerable de taxis, autobuses y camiones de transporte público que prestan servicio en la ciudad y sus alrededores. La ciudad también cuenta con el aeropuerto internacional de Santo-Pekoa.